# Chroodiscus submuralis
Chroodiscus submuralis är en lavart som beskrevs av Lücking 1999. Chroodiscus submuralis ingår i släktet Chroodiscus och familjen Thelotremataceae.   Inga underarter finns listade i Catalogue of Life.